# Jeden den králem
Un giorno di regno, ossia il finto Stanislao (česky Jeden den králem aneb falešný Stanislav, Jednodenní království, nebo Jeden den království) je komická dvouaktová opera Giuseppa Verdiho ve čtyřech obrazech dokončená v roce 1840. Premiéra se konala 5. září 1840 v milánské Scale.
Opera „Jednodenní království“ má zvláštní význam pro Poláky, neboť opera pojednává o polském králi Stanislavu I. Leszczyńském.

## Historie vzniku

### Libreto

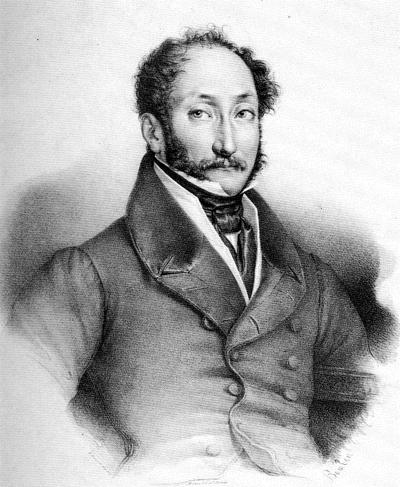
Portrét libretisty Felice Romaniho

Libreto Felice Romaniho z roku 1818 je založeno na divadelní hře Le faux Stanislas (Falešný Stanislav) francouzského autora Alexandra-Vincenta Pineu-Duvala. Romani ho původně psal pro českého skladatele Vojtěcha Jírovce (Adalbert Gyrowetz), jehož opera Falešný Stanislav měla premiéru v La Scale dne 5. srpna 1818.
Po úspěšném přijetí první opery „Oberto“ (Oberto, Conte di San Bonifacio) v roce 1839 dostal Verdi zadání od Bartolomea Merelliho, impresaria opery La Scala, aby napsal další tři opery. „Jeden den králem“ byla první z nich, toto dílo však je silně poznamenáno osobní tragédií skladatele. Napsal ji v období, kdy zemřeli dva jeho synové a poté i jeho manželka. Hned následujícího dne byla opera stažena a nahrazena operou Oberto, která byla uveden sedmnáctkrát. Neúspěch opery v roce 1840 znamenal největší katastrofu v celé jeho kariéře a způsobil, že se mladý Verdi od opery téměř odvrátil. Svou operní tvorbu znovu zahájil teprve poté, co byl přesvědčen k napsání hudby na libreto, dnes známé jako „Nabucco“.
Verdi však v „Jednodenním království“ představil některé charakteristické prvky své tvorby, například způsob užití sboru v opeře.

## Děj opery

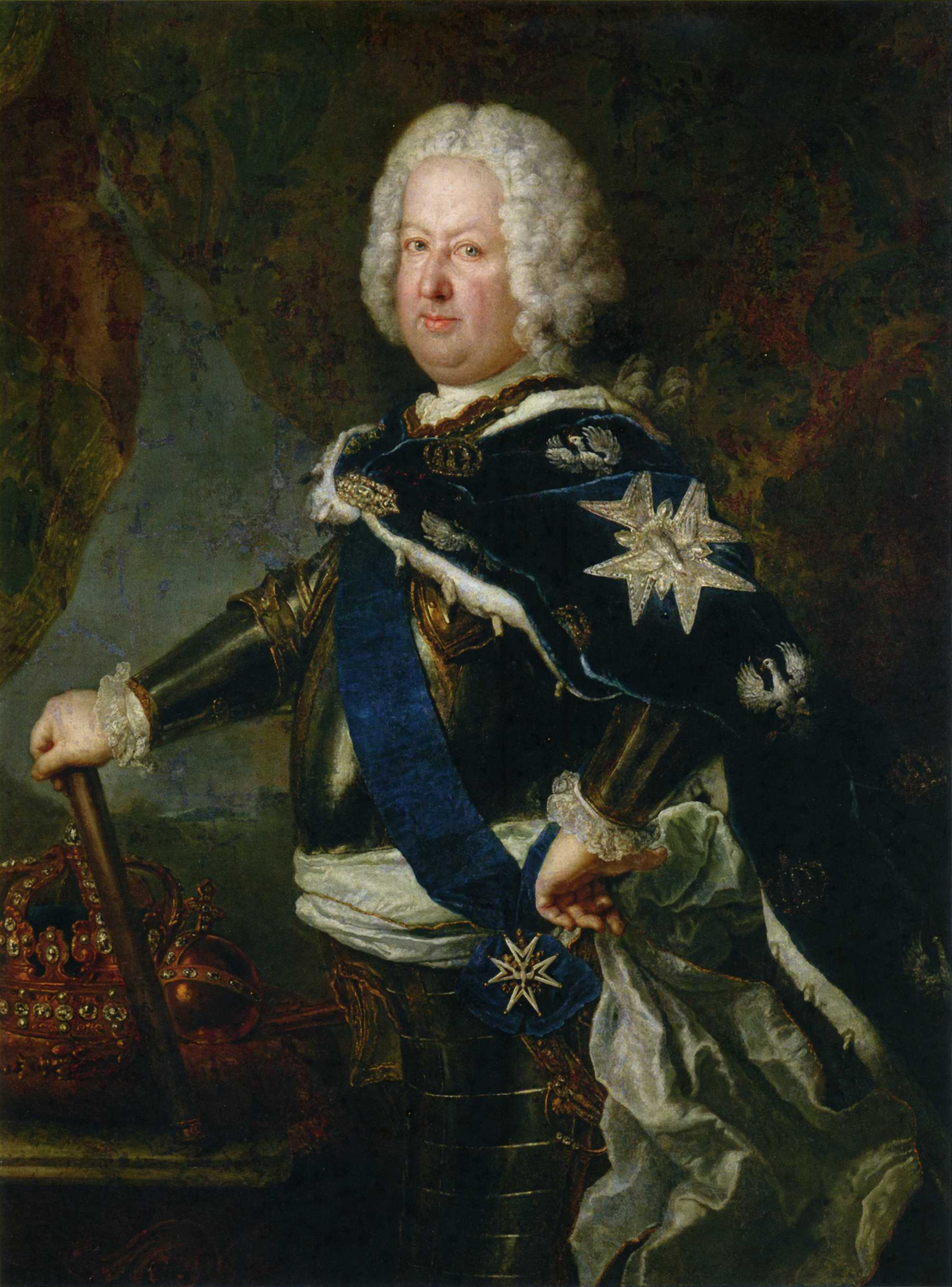
Portrét Stanislava Bohuslava Leszczyńského od Antoina Pesneho (cca 1731)

Děj opery se odehrává v roce 1733, částečně ve Francii poblíž Brestu a částečně v Polském království v období války o polskou korunu. Po bitvě u Poltavy v roce 1709 polský král Stanislav I. Leszczyńský přišel o trůn a kvůli návratu Augusta II. do Polska se skrývá ve Francii. Chce však získat moc, proto vyšle francouzského důstojníka Barona di Kelbar na hrad krále Augusta II. Král chce Francouze oženit se svou dcerou, ta však má jiného nápadníka. Během jednoho dne, kdy chce August dohodnuté manželství zrušit, se Stanislav pokusí znovu získat trůn.
V roce 1733 Stanislav znovu získal polskou korunu a vrací se do země, zanechav francouzského důstojníka Cavaliere di Belfiore ve Francii, aby se za něj vydával, v roce 1736 však byl opět sesazen a odchází do exilu ve Francii.

## Postavy
- Rytíř di Belfiore, vyslanec krále Stanislava - baryton
- Baron Kelbar - bas
- Markýza del Poggio - soprán
- Giulietta, baronova dcera - mezzosoprán
- Edoardo, nápadník Giulietty - tenor
- La Rocca, královský pokladník - bas
- Hrabě Ivrea - tenor
- Delmonte - tenor